# Fausto Cercignani
Fausto Cercignani (italsky [ˈfausto tʃertʃiɲˈɲani]IPA+ * 21. března 1941, Cagliari) je italský učenec, esejista a básník.

## Aktivita
Fausto Cercignani vyučoval germánskou filologii a historii anglického jazyka na různých italských univerzitách. V oblasti studia angličtiny je dobře známý pro své pojednání o Williamu Shakespearovi. Jeho hlavní práce na tomto tématu je Shakespeare's Works and Elizabethan Pronunciation, vydaná v Oxfordu, University Press (Clarendon Press), 1981..
Jeho literární kritika se zabývá různými slavnými autory: zaujali ho mj. Jens Peter Jacobsen, Georg Trakl, Georg Büchner, Arthur Schnitzler, Wolfgang Goethe, Gotthold Ephraim Lessing, Wilhelm Heinrich Wackenroder, Hugo von Hofmannsthal, Rainer Maria Rilke, Alban Berg, E.T.A. Hoffmann, Robert Musil, Novalis, Joseph Roth, Richard Beer-Hofmann, Karl Kraus, Franz Kafka, Thomas Mann, August Stramm, Gerhart Hauptmann, Reinhard Jirgl, Friedrich Schiller, Karl Krolow, Christa Wolf.
V oblasti jazykových studií zkoumal germánskou skupinu jazyků z historického hlediska, věnoval se zejména pragermánština, gótštině, angličtině a němčině.
Fausto Cercignani je šéfredaktorem mezinárodních literárních periodik Studia austriaca (e-ISSN 2385-2925, p-ISSN 1593-2508) a Studia theodisca (e-ISSN 2385-2917, p-ISSN 1593-2478).

## Básník
Cercignaniho poezie byla publikována v sedmi brožurách a v roce 2015 vydána v Turíně v souborném svazku Scritture. Poesie edite e inedite. Fausto Cercignani také experimentoval s vlastním překladem svých básní.

## Vybrané práce

### Anglistiky
- CERCIGNANI, Fausto. Shakespeare's Works and Elizabethan Pronunciation. Oxford: University Press (Clarendon Press), 1981. 432 s. Dostupné online. ISBN 0198119372. (anglicky)
- CERCIGNANI, Fausto. English Rhymes and Pronunciation in the Mid-Seventeenth Century. English Studies. 1975, roč. 56, čís. 6, s. 513–518. Dostupné online. ISSN 0013-838X. (anglicky)
- CERCIGNANI, Fausto. The Development of */k/ and */sk/ in Old English. Journal of English and Germanic Philology. 1983, roč. 82, čís. 3, s. 313–323. Dostupné online. ISSN 0363-6941. (anglicky)

### Germanistiky
- CERCIGNANI, Fausto. The Consonants of German: Synchrony and Diachrony. Milano: Cisalpino, 1979. 139 s. ISBN 8820501856. (anglicky)
- CERCIGNANI, Fausto. The Development of the Gothic Short/Lax Subsystem. Zeitschrift für vergleichende Sprachforschung. 1979, roč. 93, čís. 2, s. 272–278. Dostupné online. ISSN 00443646. (anglicky)
- CERCIGNANI, Fausto. Early «Umlaut» Phenomena in the Germanic Languages. Language. 1980, roč. 56, čís. 1, s. 126–136. Dostupné online. ISSN 00978507. (anglicky)
- CERCIGNANI, Fausto. Zum Hochdeutschen Konsonantismus. Phonologische Analyse und phonologischer Wandel. Beiträge zur Geschichte der deutschen Sprache und Literatur. 1983, roč. 105, čís. 1, s. 1–13. Dostupné v archivu pořízeném dne 2020-06-08. ISSN 0005-8076. (německy)
- CERCIGNANI, Fausto. The Elaboration of the Gothic Alphabet and Orthography. Indogermanische Forschungen. 1988, roč. 93, čís. 0, s. 168–185. Dostupné v archivu pořízeném dne 2019-08-16. ISSN 0019-7262. (anglicky) Archivováno 16. 8. 2019 na Wayback Machine.
- CERCIGNANI, Fausto. Saggi linguistici e filologici. Germanico, gotico, inglese e tedesco. Alessandria: Edizioni dell'Orso, 1992. 296 s. Dostupné online. ISBN 88-7694-097-9. (anglicky, německy, italsky)

### Literární kritika

#### Knihy
- CERCIGNANI, Fausto; LOKRANTZ, Margherita Giordano. In Danimarca e oltre : per il centenario di Jens Peter Jacobsen. Milano: Cisalpino-Goliardica, +1987. 160 s. Dostupné v archivu pořízeném dne 2020-05-29. ISBN 978-8820505615. (italsky)
- CERCIGNANI, Fausto. Existenz und Heldentum bei Christa Wolf: Der geteilte Himmel und Kassandra. Würzburg: Königshausen & Neumann, 1988. 146 s. Dostupné online. ISBN 9783884793701. (německy)
- CERCIGNANI, Fausto. Studia trakliana. Georg Trakl 1887–1987. Milano: Cisalpino-Goliardica, 1989. 184 s. Dostupné v archivu pořízeném dne 2020-05-29. ISBN 9788820506186. (italsky, německy)
- CERCIGNANI, Fausto. Studia büchneriana. Georg Büchner 1988. Milano: Cisalpino, Istituto editoriale universitario, 1990. 204 s. Dostupné v archivu pořízeném dne 2020-05-29. ISBN 978-8820506438. (italsky, německy)
- CERCIGNANI, Fausto. Studia schnitzleriana. Alessandria: Edizioni dell'Orso, 1991. 201 s. Dostupné v archivu pořízeném dne 2020-05-29. ISBN 9788876940781. (italsky, německy)
- CERCIGNANI, Fausto. Novalis. Studia theodisca. 2002, roč. 0, čís. 0, s. 1–188. Dostupné online. ISSN 2385-2917. (italsky, německy)

#### Eseje
- CERCIGNANI, Fausto. Disperata speranza: la trama del «Niels Lyhne». In: F. Cercignani - M. Giordano Lokrantz (edd.), In Danimarca e oltre. Per il centenario di Jens Peter Jacobsen.  Milano: Cisalpino-Goliardica, 1987, s. 95–128. Dostupné v archivu pořízeném dne 2020-05-29. ISBN 978-8820505615. (italsky)
- CERCIGNANI, Fausto. Dunkel, Grün und Paradies. Karl Krolows lyrische Anfänge in «Hochgelobtes gutes Leben». Germanisch-Romanische Monatsschrift. 1986, roč. 36, čís. 1, s. 59–78. Dostupné online. ISSN 0016-8904. (německy)
- CERCIGNANI, Fausto. Zwischen irdischem Nichts und machtlosem Himmel. Karl Krolows «Gedichte» 1948: Enttäuschung und Verwirrung. Literaturwissenschaftliches Jahrbuch. 1986, roč. 27, čís. 0, s. 197–217. Dostupné online. ISSN 3428133455. (německy)
- CERCIGNANI, Fausto. E. T. A. Hoffmann, Italien und die romantische Auffassung der Musik. In: S. M. Moraldo (ed.), Das Land der Sehnsucht. E. T. A. Hoffmann und Italien.  Heidelberg: Winter, 2002, s. 191–201. Dostupné online. ISBN 3825311945. (německy)

## Ocenění

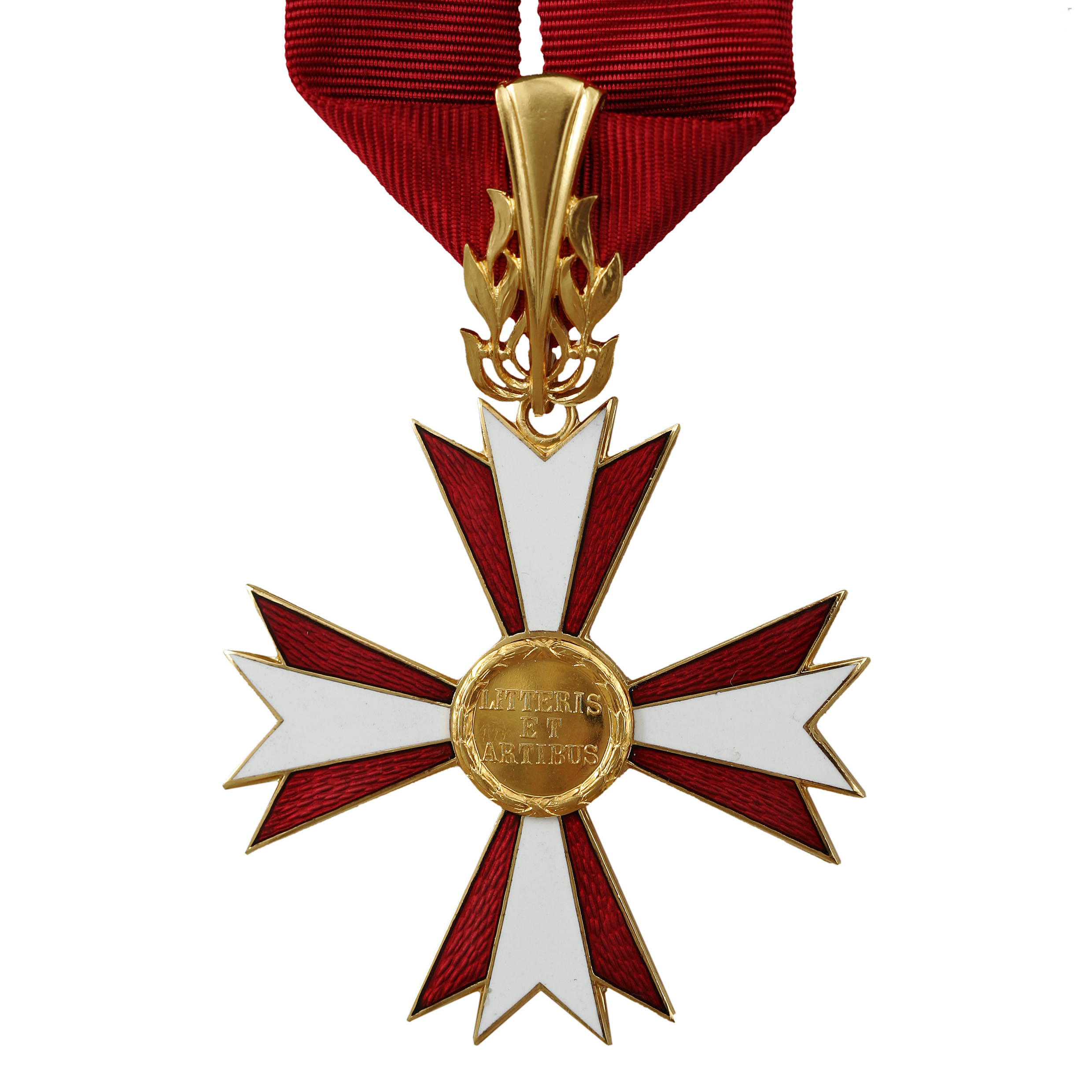
Čestný kříž Za vědu a umění

V roce 1996 byl Cercignani oceněn rakouským Čestným křížem Za vědu a umění I. stupně, tedy druhým stupněm ze tří Čestného odznaku Za vědu a umění.